# Židovský hřbitov v Kamenici nad Lipou
Židovský hřbitov v Kamenici nad Lipou je situován asi 1,5 km na severovýchod od města Kamenice nad Lipou v lese nalevo od silnice na Pelec a Častrov. Byl založen v roce 1803 a používal se až do 2. světové války. Dnes je chráněn jako kulturní památka České republiky.
Na ploše 1049 m2 se dodnes dochovalo kolem 150 náhrobních kamenů (macev) s nejstarším z roku 1807. Areál židovského hřbitova, který byl v minulosti dost zdevastován, procházel od roku 1987 rekonstrukcí. Nedaleko vchodu se dnes nachází infotabule a pamětní deska se jmény obětí holokaustu. 
Kamenická židovská komunita přestala existovat v roce 1940.
V obci se nachází také synagoga.